# 菖蒲田海水浴場
菖蒲田海水浴場（しょうぶたかいすいよくじょう）は、宮城県宮城郡七ヶ浜町南部の仙台湾に面した海水浴場であり、同浴場の実行委員会によって開設されている。「菖蒲田浜海水浴場」と表記・発音される場合もある。
かつては「大東館」があった眺望崎の周辺の砂浜（大字：菖蒲田浜）に開設されていたが、現在の同場のほとんどが「旧・大東館」から直線距離で北北東に1 km弱離れた砂浜（大字：花渕浜）に開設されている。
同浴場のエリアは、特別名勝松島および県立自然公園松島に含まれており、これらを指定する法律により規制される。

## 概要
七ヶ浜半島の南岸、菖蒲田漁港東側には3つの砂浜がある。すなわち、「大東館」があった眺望崎（北緯38度16分57.8秒 東経141度3分47.6秒 / 北緯38.282722度 東経141.063222度）から月見崎（北緯38度17分39.6秒 東経141度4分18.8秒 / 北緯38.294333度 東経141.071889度）までの菖蒲田浜（海岸名）、そこから東側にある高山外国人避暑地・高山地区（北緯38度17分45.1秒 東経141度4分30秒 / 北緯38.295861度 東経141.07500度）までの小豆浜、そこから東側にある吠崎の西方基部の高山外国人避暑地・戸谷場地区（北緯38度17分42.2秒 東経141度4分48.8秒 / 北緯38.295056度 東経141.080222度）までの表浜（通称：外人浜）という3つの砂浜が並んでいる。

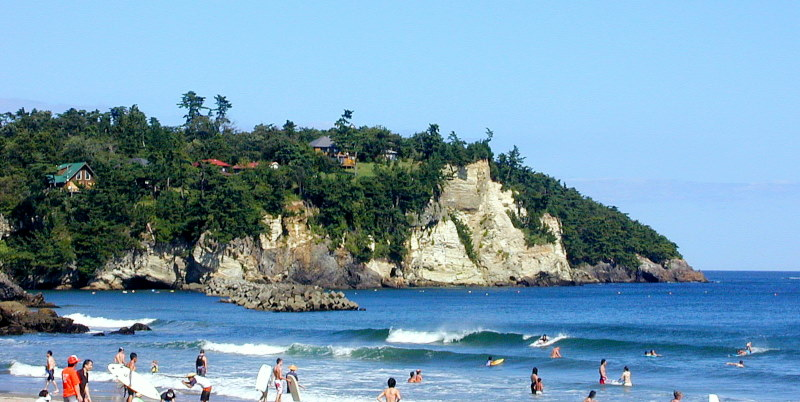
小豆浜サーフスポットでの海水浴客とサーファー等の混在（2009年8月）。写真奥の半島の上には高山外国人避暑地・戸谷場地区が広がる（半島の突端は吠崎）。写真中央の消波ブロックによる離岸堤は、表浜海水浴場（高山海水浴場）の沖に設置されたもの。

これらの住所は、県道58号をはさんで菖蒲田浜海浜公園（北緯38度17分27.2秒 東経141度3分51.7秒 / 北緯38.290889度 東経141.064361度）駐車場とをつなぐ接続道付近を境に、西側が菖蒲田浜（住所）、東側が花淵浜（住所）となっており、菖蒲田海水浴場の遊泳区域の砂浜のほとんどが花淵浜（住所）にある（2017年時点）。
菖蒲田浜（海岸名）の住所（大字および小字）は西側から、菖蒲田浜字牛ノ鼻木、菖蒲田浜字長砂、花渕浜字長須賀と、月見崎（花渕浜字金色）まで並んでいる。月見崎によって花渕浜字長須賀と花渕浜字浜沼（小豆浜）は分けられているが、干潮時には砂浜が接続し、小豆浜には海水浴客もいるため、曖昧に「菖蒲田海水浴場」に含めて案内される場合もある。その小豆浜は他の2者とは異なり沖に離岸堤が無いため、サーフィンやボディボード、あるいはウインドサーフィン等、マリンスポーツでの年中利用が見られ、「小豆浜サーフスポット」として知られる。なお、表浜（通称：外人浜）には表浜海水浴場（高山海水浴場）が開設される（震災後から遊泳禁止。2017年時点）。
海岸からは太平洋の大海原から昇る初日の出を拝むことができるため、元旦も賑わう。防潮堤に並行する松林は保安林に指定されている（震災の影響により消失）。
| 名称 （通称）   | 主なリゾート施設               | 設置年   | マリンスポーツ場                        | 住所     |
| --------------- | ------------------------------ | -------- | --------------------------------------- | -------- |
| 戸谷場          | 「高山外国人避暑地」戸谷場地区 | （不明） | －                                      | 花淵浜   |
| 表浜 （外人浜） | 砂浜                           | （不明） | 表浜海水浴場 （高山海水浴場）           | 花淵浜   |
| 高山            | 「高山外国人避暑地」高山地区   | 1889年   | －                                      | 花淵浜   |
| 小豆浜          | 砂浜                           | （不明） | 小豆浜サーフスポット （菖蒲田海水浴場） | 花淵浜   |
| 月見崎          | 「C.S.ジレット別荘」跡         | 1933年   | －                                      | 花淵浜   |
| 菖蒲田浜        | 砂浜                           | （不明） | 菖蒲田海水浴場                          | 花淵浜   |
| 菖蒲田浜        | （砂浜消滅/縮小）              | 1888年   | 菖蒲田海水浴場                          | 菖蒲田浜 |
| 眺望崎          | 「大東館」跡                   | 1888年   | －                                      | 菖蒲田浜 |

## 沿革
1887年（明治20年）12月15日に東京府東京市（現東京都）と当地とを結ぶ日本鉄道（現JR東北本線）が開通した翌1888年（明治21年）、潮湯治に適した海浜に加えて療養施設「大東館」が完成したことで海水浴場と認められ、国内で3番目、東北地方では初の海水浴場となった。翌1889年（明治22年）には、高山外国人避暑地が開設された。
大東館の宿泊者名簿には、後藤新平、中江兆民、島崎藤村、宮沢賢治、夏目漱石等、政財界人や文化人の名前があったとされ、「浜の迎賓館」とまで形容する向きもある。当館は大正時代まで繁盛したとされる。海水浴シーズンには、菖蒲田浜（集落名）や「大東館」に隣接する眺望崎に近い菖蒲田浜字牛ノ鼻木を中心に海の家などが設置されて当浴場の中心だった。
1928年（昭和3年）発行の宮城郡誌では、当浴場の所在地を花渕浜字長須賀としている。すなわち、開設から40年経った当浴場の範囲が花淵浜（住所）の方まで広がっていたことが分かる。同誌には、塩竈から人車（人力車）や車馬（馬車）でアクセスした様子が記されている。
戦後占領期には、高山外国人避暑地周辺の浜辺が接収された。高度経済成長期の岩戸景気期（1958年7月 - 1961年12月）には「レジャー時代」「レジャーブーム」との呼称が使われ始め、余暇を楽しむ国民が増えた。当浴場の海水浴客も増加し、シーズン中に約30万人が利用したと言われる。
2010年（平成22年）の海水浴客数は、大谷海岸（気仙沼市）が6万5377人で県内トップ、菖蒲田は5万2120人で2位だった（同年に宮城県内で営業していた海水浴場は28ヶ所）。
2011年（平成23年）3月11日に発生した東北地方太平洋沖地震（東日本大震災）で大きな被害を受けた。当町では町民94名の直接死があり、また、行方不明者2名、震災関連死3名があった（2014年3月1日現在）。同年11月11日より、サーフィン・ボディボード等での利用が再開された。2014年（平成26年）より、新たにモーターパラグライダー（パラモーター）での観光タンデム試乗が始まった。
菖蒲田海岸には被災前から2.4 m高い、TP 6.8 mの堤防高の防潮堤 (L=1,700 m) が復旧された。
2016年（平成28年）に6年ぶりの海開きを行い、10日間限定の営業だったものの約3万2000人が訪れた。延べ6万人以上のサーファーやボランティアによる清掃、水質検査、祭りや限定営業等を積み重ね、2017年（平成29年）の本格再開を目指した。
2017年（平成29年）7月15日、7年ぶりに本格再開した。同年度は、菖蒲田浜字牛ノ鼻木は遊泳禁止。花淵浜字長須賀の砂浜230 mと沖合60 mを遊泳区域とし、9時から16時を遊泳時間として開場している。

### 年表
以下には、菖蒲田浜（海岸名）、小豆浜、表浜（通称：外人浜）の出来事を含む。
- 1887年（明治20年）12月15日 - 日本鉄道（現JR東北本線）の郡山駅 - 塩竈駅（後の塩釜線塩釜港駅、北緯38度19分8.4秒 東経141度1分34.1秒）間が開通。これで当地と東京府下谷区（現・東京都台東区）や宮城県仙台区（現・宮城県仙台市）等との間が鉄道で接続された。
- 1888年（明治21年） - 宮城県宮城郡七ヶ浜に、潮湯治のための療養施設「大東館」が完成。上棟式には医療としての潮湯治の普及活動をしていた医師・後藤新平（仙台藩水沢城下・陸奥国胆沢郡出身。後に国務大臣や東京市長、台湾総督府民政長官や満鉄初代総裁等を歴任）も出席した[22]。潮湯治のための海浜に療養施設を伴ったことで海水浴場と認められ[9]、当浴場は国内で3番目、東北地方では初の海水浴場となった[20]。
- 1889年（明治22年）
  - 4月1日 - 七ヶ浜が町村制を施行して七ヶ浜村（人口4,157人）となった。
  - 高山外国人避暑地が開設。
- 1902年（明治35年）9月9日 - 日本三景・松島が県立自然公園に指定され、当地もその範囲に含まれた[23]。
- 1912年（明治45年）、岩手縣立盛岡中學校（現岩手県立盛岡第一高等学校）4年生の賢治（16歳）が修学旅行（5月27日から29日の日程で石巻・松島・仙台・平泉等を訪問）で松島・塩竈を訪れた際、教師の許可を得て、大東館にて病気療養中の伯母・平賀ヤギを訪問して1泊した[24]。
- 1923年（大正12年）3月7日 - 日本三景・松島が史蹟名勝天然紀念物保存法（大正8年法律第44号）に基づき名勝に指定され（大正12年3月7日付 内務省告示第57号）、当地もその範囲に含まれた[23]。
- 1925年（大正14年）6月5日、宮城電気鉄道（現JR仙石線）の仙台駅 - 西塩釜駅間が開通。両駅間にあって当地への最寄駅となる多賀城駅（北緯38度17分30.2秒 東経141度0分22.2秒 / 北緯38.291722度 東経141.006167度）も開業。
- 1948年（昭和23年） - 戦後占領期の中、仙台に進駐した連合国軍が、高山地区や周辺の浜辺などを接収した。海水浴のための脱衣所、シャワー室、休憩室など数棟を建てた。
- 1952年（昭和27年）11月22日 - 日本三景・松島が、名勝の指定から特別名勝の指定に変更され（昭和28年文化財保護委員会告示第44号）、当地もその範囲に含まれた[23]。
- 1959年（昭和34年）1月1日 - 七ヶ浜村が町制を施行して七ヶ浜町となった。
- 1981年度（昭和56年度） - 菖蒲田海岸高潮対策事業（人工リーフ3基、離岸堤4基）着工[25][26]（完工日不明）。
- 1993年（平成5年）4月 - 菖蒲田浜海浜公園が完成[27]。
- 2011年（平成23年）
  - 3月11日 - 東北地方太平洋沖地震（東日本大震災）に伴う津波、地盤沈下、液状化[28]で砂浜にある防潮堤、および、海中にある人工リーフおよび離岸堤が被災した。また、仙台港から流失したコンテナが砂浜の至るところに漂着した。
  - 4月10日 - サーファーを中心に、浜辺の清掃活動を開始[29]。
  - 7月30日 - 「表浜クリーン作戦」を七ヶ浜国際交流協会および高山外国人避暑地の外国人らにより実施[30]。
  - 11月11日 - 昼より追悼慰霊祭および安全祈願祭を行い、14時47分より菖蒲田海岸（菖蒲田浜および小豆浜）が開放された[29][31]。これにより、サーフィン・ボディボードでの利用が再開された。
- 2012年（平成24年）
  - 6月10日 - 第26回七ヶ浜町長杯東日本大震災復興記念大会を開催[32]。これは、日本サーフィン連盟 (NSA) の公認大会であり、同連盟の最上位に位置するAAランクのサーファー約250名が集まった[33]。
  - 7月27日 - 29日 - 菖蒲田浜海浜公園にて第1回「七ヶ浜・海まつり」が開催された。
- 2013年（平成25年）8月10日 - 11日 - 「SEVENTH HEAVEN 七ヶ浜ビーチフェスティバル」（後のSEVEN BEACH FESTIVAL）が初開催された。
- 2016年（平成28年）
  - 7月29日 - 翌年の本格オープンを目指してプレオープン（10日間限定）[34][35]。
  - 7月30日 - 「菖蒲田海水浴場復興感謝祭」および「菖蒲田海水浴場復興花火」を開催[34]。
  - 8月6日 - 「TEEN'S 浜ロック 2016 ～出発～」を開催[34]。
  - 8月7日 - 「SEVEN BEACH FESTIVAL 2016」を開催し、当年度の営業を終了[34]。
- 2017年（平成29年）
  - 本格開業（37日間）のため、町が1200万円の予算を計上した[36]。
  - 7月14日 - 菖蒲田浜海浜公園の落成式を行った[21]。
  - 7月15日 - 本格開業（8月20日までの予定）[21]。
- 2023年（令和5年）6月29日 - デンマークの国際NGOである国際環境教育基金（FEE）からブルーフラッグビーチに認定された。なお、本海水浴場を含む、ブルーフラッグを取得した宮城県内の3ビーチは東京電力福島第一原子力発電所のALPS処理水海洋放出が控えていることを踏まえて、海水サンプルの水質が国際原子力機関（IAEA）が定めている国際基準に適合しないと判断した場合、直ぐに旗を降ろす条件付きとなった[37]。

## 施設・設備
有料シャワー・トイレ・売店・休憩所・監視ヤグラ・救命船
（設備の一部は、防潮堤の内陸側の菖蒲田浜海浜公園に設置）

## アクセス
- JR仙石線・多賀城駅から
  - 車で約15分
  - ミヤコーバス・汐見台線、または、ジャパン交通・七ヶ浜町民バス「ぐるりんこ」に乗車し、「菖蒲田」バス停で下車。徒歩約2分。
- 三陸自動車道・仙台港北ICから約30分。県道58号沿い。
- 駐車場
  - 海水浴場の開設期間中：有料1,000台（2017年）
  - 海水浴場の開設期間外：菖蒲田浜海浜公園駐車場（無料）ほか